# Prepotelus curtus
Prepotelus curtus là một loài nhện trong họ Thomisidae.
Loài này thuộc chi Prepotelus. Prepotelus curtus được miêu tả năm 2004 bởi Ledoux.